# Eleições parlamentares europeias de 2019 (Irlanda)

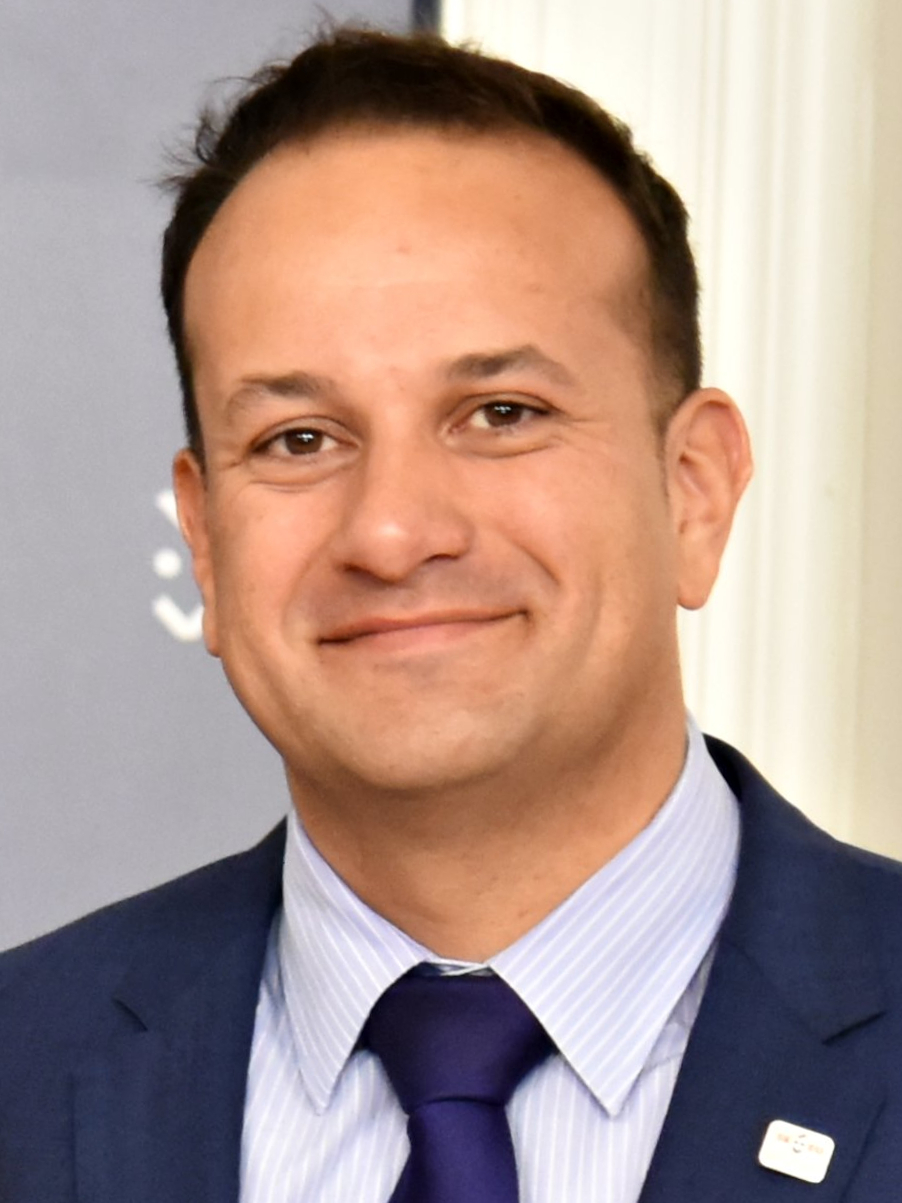
Irlanda, Sr. Leo Varadkar, Ministro da Protecção Social Reunião Informal de Ministros do Emprego e da Política Social ph halime sarrag

As eleições parlamentares europeias de 2019 na Irlanda serão realizadas a 24 de Maio e servirão para eleger os 11 deputados nacionais para o Parlamento Europeu. Importa referir que, após o Brexit ser finalizado, a Irlanda passará a ter mais 2 deputados no PE passando a ter 13 deputados europeus.

## Composição Atual

### Partidos Nacionais
| Partido | Partido       | Deputados | Grupo                                             |
| ------- | ------------- | --------- | ------------------------------------------------- |
|         | Fine Gael     | 4 / 11    | Grupo do Partido Popular Europeu                  |
|         | Sinn Féin     | 3 / 11    | Esquerda Unitária Europeia/Esquerda Nórdica Verde |
|         | Fianna Fáil   | 1 / 11    | Reformistas e Conservadores Europeus              |
|         | Independentes | 3 / 11    |                                                   |

### Grupos Parlamentares
| Grupo | Grupo                                             | Deputados |
| ----- | ------------------------------------------------- | --------- |
|       | Grupo do Partido Popular Europeu                  | 4 / 11    |
|       | Esquerda Unitária Europeia/Esquerda Nórdica Verde | 4 / 11    |
|       | Aliança Progressista dos Socialistas e Democratas | 1 / 11    |
|       | Reformistas e Conservadores Europeus              | 1 / 11    |
|       | Aliança dos Liberais e Democratas pela Europa     | 1 / 11    |

## Partidos Concorrentes
Os principais partidos concorrentes são os seguintes:
| Partido | Partido                                          | Cabeça de Lista(a) | Afiliação europeia                                       |
| ------- | ------------------------------------------------ | ------------------ | -------------------------------------------------------- |
|         | Fianna Fáil                                      | Barry Andrews      | Partido da Aliança dos Liberais e Democratas pela Europa |
|         | Fine Gael                                        | Mark Duran         | Partido Popular Europeu                                  |
|         | Sinn Féin                                        | Lynn Boylan        |                                                          |
|         | Partido Trabalhista                              | Alex White         | Partido Socialista Europeu                               |
|         | Partido Verde                                    | Ciarán Cuffe       | Partido Verde Europeu                                    |
|         | Aliança Antiausteridade - Pessoas Antes do Lucro | Gillian Brien      | Esquerda Anticapitalista Europeia                        |
|         | Independentes pela Mudança                       | Mick Wallace       |                                                          |
|         | Social-Democratas                                | Gary Gannon        |                                                          |

(a)  Considera-se como cabeça de lista o n.º 1 da lista em Dublin

## Resultados Nacionais
| Partido                 | Partido                                          | Votos     | %             | +/-   | Deputados | +/-     |
| ----------------------- | ------------------------------------------------ | --------- | ------------- | ----- | --------- | ------- |
|                         | Fine Gael                                        | 496 459   | 29,6 / 100,0  | 7,1   | 4 / 11    | Estável |
|                         | Fianna Fáil                                      | 277 705   | 16,6 / 100,0  | 5,7   | 1 / 11    | Estável |
|                         | Sinn Féin                                        | 196 001   | 11,7 / 100,0  | 7,8   | 1 / 11    | 1       |
|                         | Partido Verde                                    | 190 755   | 11,4 / 100,0  | 6,4   | 2 / 11    | 2       |
|                         | Independentes pela Mudança                       | 124 085   | 7,4 / 100,0   | Novo  | 2 / 11    | Novo    |
|                         | Partido Trabalhista                              | 52 753    | 3,1 / 100,0   | 2,1   | 0 / 11    | Estável |
|                         | Aliança Antiausteridade - Pessoas Antes do Lucro | 38 771    | 2,3 / 100,0   | 1,0   | 0 / 11    | Estável |
|                         | Social-Democratas                                | 20 331    | 1,2 / 100,0   | Novo  | 0 / 11    | Novo    |
|                         | Outros (com menos de 1,0%)                       | 17 056    | 1,0 / 100,0   |       | 0 / 11    |         |
|                         | Candidatos Independentes                         | 264 087   | 15,7 / 100,0  | 4,1   | 1 / 11    | 2       |
| Votos inválidos         | Votos inválidos                                  | 73 870    | 4,2 / 100,0   | 1,5   |           |         |
| Total                   | Total                                            | 1 751 873 | 100,0 / 100,0 |       | 11 / 11   |         |
| Eleitorado/Participação | Eleitorado/Participação                          | 3 526 023 | 49,7 / 100,0  | 2,7   |           |         |
| Fonte                   | Fonte                                            | [ 4 ]     | [ 4 ]         | [ 4 ] | [ 4 ]     | [ 4 ]   |

#### Deputados Antes/Depois do Brexit
| Partido | Partido                                       | Antes   | Depois  |         |
| ------- | --------------------------------------------- | ------- | ------- | ------- |
|         | Fine Gael                                     | 4 / 11  | 5 / 13  | 1       |
|         | Partido Verde                                 | 2 / 11  | 2 / 13  | Estável |
|         | Independentes pela Mudança                    | 2 / 11  | 2 / 13  | Estável |
|         | Fianna Fáil                                   | 1 / 11  | 2 / 13  | 1       |
|         | Sinn Féin                                     | 1 / 11  | 1 / 13  | Estável |
|         | Luke 'Ming' Flanagan (Candidato Independente) | 1 / 11  | 1 / 13  | Estável |
| Total   | Total                                         | 11 / 11 | 13 / 13 | 2       |

## Composição 2019-2024

### Partidos Nacionais
| Partido | Partido                                       | Deputados | Grupo                                             |
| ------- | --------------------------------------------- | --------- | ------------------------------------------------- |
|         | Fine Gael                                     | 4 / 11    | Grupo do Partido Popular Europeu                  |
|         | Partido Verde                                 | 2 / 11    | Grupo dos Verdes/Aliança Livre Europeia           |
|         | Independentes pela Mudança                    | 2 / 11    | Esquerda Unitária Europeia/Esquerda Nórdica Verde |
|         | Fianna Fáil                                   | 1 / 11    | Renovar Europa                                    |
|         | Sinn Féin                                     | 1 / 11    | Esquerda Unitária Europeia/Esquerda Nórdica Verde |
|         | Luke 'Ming' Flanagan (Candidato Independente) | 1 / 11    | Esquerda Unitária Europeia/Esquerda Nórdica Verde |

### Grupos Parlamentares
| Grupo | Grupo                                             | Deputados |
| ----- | ------------------------------------------------- | --------- |
|       | Grupo do Partido Popular Europeu                  | 4 / 11    |
|       | Esquerda Unitária Europeia/Esquerda Nórdica Verde | 4 / 11    |
|       | Grupo dos Verdes/Aliança Livre Europeia           | 2 / 11    |
|       | Renovar Europa                                    | 1 / 11    |